# Ужвий, Наталия Михайловна

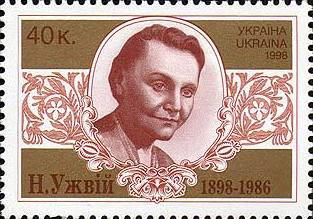
На почтовой марке Украины, 1998 год

Ната́лия Миха́йловна У́жвий (укр. Наталія Михайлівна Ужвій; 27 августа (8 сентября) 1898, Любомль, Владимир-Волынский уезд, Волынская губерния, Российская империя — 29 июля 1986, Киев, Украинская ССР, СССР) — советская и украинская актриса театра и кино. Народная артистка СССР (1944). Герой Социалистического Труда (1973). Лауреат трёх Сталинских премий (1946, 1949, 1951).

## Биография
Наталия Ужвий родилась 27 августа (8 сентября) 1898 года (по другим источникам — 22 августа (3 сентября) 1898 года) в Любомле (ныне Волынская область Украины) в крестьянской семье. Была старшей дочерью в многодетной семье (у Наталии было пять братьев и две сестры).
До 1912 года семья жила в посёлке Брудно близ Варшавы, где она посещала железнодорожное, а затем городское училище. С 1915 по 1921 год работала учительницей в сёлах Волынской, затем Полтавской губерний. В Золотоноше (ныне Черкасская область) впервые приняла участие в спектаклях любительского драматического кружка. В 1922 году кружок был преобразован в передвижной театр при Наркомате просвещения Украинской ССР.
В 1922 году уехала в Киев, где поступила во второй состав Первого театра Украинской советской республики им. Т. Шевченко (ныне Днепровский драматический театр имени Т. Шевченко). В театре училась актёрскому мастерству у Ивана Марьяненко. В 1923 году окончила театральную студию при театре.
В 1925—1926 годах — ведущая актриса украинской Госдрамы в Одессе (ныне — Одесский академический украинский музыкально-драматический театр им. В. Василько). Играла также в Одесском русском драматическом театре.
С 1926 года — ведущая актриса театра «Березиль» в Харькове (с 1935 года — Харьковский украинский драматический театр имени Шевченко), которым руководил Лесь Курбас.
Для творчества актрисы характерны реалистически углубленное раскрытие психологии героинь, созданные ею образы отличаются одухотворенной поэтичностью, взволнованностью, исполнены глубоких чувств и мыслей, сочетают целостность, пластичность с филигранной отшлифованностью.
В Харькове, на то время — столице Украинской ССР, актриса оказалась в центре художественной и политической жизни республики, стала активным участником процесса украинского культурного возрождения.
В 1933 году была втянута в кампанию «разоблачения» Курбаса, вынуждена была подписывать письма с его осуждением.
В 1936 году покинула разгромленный театр «Березиль» и переехала в Киев. С этого момента и до конца жизни — актриса Киевского драматического театра им. И. Франко. На сцене театра под руководством режиссёра Г. П. Юры глубоко раскрылись новые грани самобытного таланта актрисы. От экспериментального новаторства Л. Курбаса она перешла к классической манере и достигла в этом не меньшего успеха.
Во время войны вместе с театром находилась в эвакуации в Тамбове, затем в Семипалатинске и Ташкенте.
В репертуаре актрисы около 213 ролей.
С 1926 года снималась в кино. Крупнейшим достижением актрисы в кино стала героико-драматическая роль партизанки Олены Костюк в фильме «Радуга».
Вместе с сыном позировала скульптору М. Г. Манизеру для фигуры Катерины на многофигурном памятнике Т. Шевченко в Харькове (1933—1935).
В 1954—1973 годах — председатель правления Украинского театрального общества.
Член ВКП(б) с 1945 года. С 1950 по 1986 гг. жила в Киеве в доме №17 по ул. Карла Маркса (ныне — Архитектора Городецкого).
Наталья Ужвий скончалась 29 июля 1986 года в Киеве. Похоронена на Байковом кладбище.

### Семья
- Первый муж (до 1922).
- Второй муж (1926—1936) — Михаил Васильевич Семенко (1892—1937), поэт, основоположник и теоретик украинского футуризма. Репрессирован и расстрелян, позже реабилитирован.
  - Сын — Михаил (1927—1951). C 1930 года семья жила в известном доме кооператива литераторов «Слово» в Харькове.
- Третий муж (с 1936) — Евгений Порфирьевич Пономаренко (1909—1994), украинский актёр театра и кино. Народный артист СССР (1960).

## Награды и звания
- Герой Социалистического Труда (1973)
- Народная артистка Украинской ССР
- Народная артистка СССР (1944)
- Сталинская премия первой степени (1946) — за исполнение роли Олёны Костюк в фильме «Радуга» (1943)
- Сталинская премия второй степени (1949) — за исполнение роли Ольги в спектакле «Макар Дубрава» А. Е. Корнейчука[2]
- Сталинская премия второй степени (1951) — за исполнение роли Наталии Ковшик в спектакле «Калиновая роща» А. Е. Корнейчука
- Государственная премия Украинской ССР им. Т. Шевченко (1984) — за исполнение ролей Люси Купер в спектакле «Уступи дорогу завтрашнему дню» В. Дельмар и Розы Александровны в спектакле «Ретро» А. М. Галина
- Четыре ордена Ленина (1944, 1960, 1968, 1973)
- Четыре ордена Трудового Красного Знамени (1939, 1948, 1951,?)[3]
- Орден Дружбы народов (1978)
- Орден «Знак Почёта» (1940)
- Медаль «В ознаменование 100-летия со дня рождения Владимира Ильича Ленина»
- Медаль «За доблестный труд в Великой Отечественной войне 1941—1945 гг.» (1946)
- Медаль «В память 1500-летия Киева» (1982)

## Творчество

### Роли в театре

#### Первый театр Украинской советской республики им. Т. Шевченко (Киев)
- «Мнимый больной» Мольера — Туанет
- «Скупой» Мольера — Элиза
- «Женитьба Фигаро» Бомарше — Графиня и Сюзанна
- «Мораль пани Дульской» Г. Запольской — Ганка и Дульская
- «Мазепа» Ю. Словацкого — Амалия
- «Укрощение строптивой» У. Шекспира — Катарина

#### Госдрама (Одесса)
- «Поджигатели» А. В. Луначарского — Диана
- «Маруся Богуславка» М. П. Старицкого — Маруся Богуславка

#### Театр «Березиль» (Харьков)
- 1926 — «Гайдамаки» по Т. Г. Шевченко — Оксана
- 1926 — «Золотое чрево» Ф. Кроммелинка — Фруманс
- 1927 — «Король забавляется» В. Гюго — Магельон
- 1929 — «Заговор Фиеско в Генуе» Ф. Шиллера — Джулия
- 1929 — «Мина Мазайло» Н. Г. Кулиша — тётя Мотя
- 1930 — «Диктатура» И. К. Микитенко — Небаба
- 1931 — «Кадры» И. К. Микитенко — Олена Череда
- 1933 — «Маклена Граса» Н. Г. Кулиша — Маклена
- 1933 — «Гибель эскадры» А. Е. Корнейчука — Оксана
- 1934 — «Бастилия Божьей Матери» И. К. Микитенко — Улька
- 1935 — «Платон Кречет» А. Е. Корнейчука — Лида
- 1936 — «Дай сердцу волю, заведёт в неволю» М. Л. Кропивницкого — Маруся

#### Киевский драматический театр им. И. Франко
- 1936 — «Дон Карлос» Ф. Шиллера — Елизавета
- 1937 — «Борис Годунов» А. С. Пушкина — Марина Мнишек
- 1937 — «Последние» М. Горького — София
- 1937 — «Бесталанная» И. К. Карпенко-Карого — Варика
- 1938 — «Ой, не ходи, Грицю …» М. П. Старицкого — Маруся
- 1939 — «Последняя жертва» А. Н. Островского — Тугина
- 1940 — «Украденное счастье» И. Я. Франко — Анна
- 1940 — «Много шума из ничего» У. Шекспира — Беатриче
- 1946 — «Вишнёвый сад» А. П. Чехова — Раневская
- 1948 — «Макар Дубрава» А. Е. Корнейчука — Ольга
- 1948 — «Без вины виноватые» А. Н. Островского — Кручинина
- 1948 — «Житейское море» И. К. Карпенко-Карого — Ванина
- 1950 — «Калиновая роща» А. Е. Корнейчука — Наталия Ковшик
- 1951 — «Любовь Яровая» К. А. Тренёва — Любовь Яровая
- 1951 — «На грани ночи и дня» А. М. Якобсона — Анна Олсен
- 1952 — «Егор Булычов и другие» М. Горького — Глафира
- 1952 — «Ревизор» Н. В. Гоголя — Анна Андреевна
- 1952 — «Порт-Артур» И. Ф. Попова и А. Н. Степанова — мадам Стессель
- 1954 — «Петербургская осень» А. Е. Ильченко — Барлаковская
- 1956 — «Дядюшкин сон» по Ф. М. Достоевскому — Маскалёва
- 1957 — «Филумена Мартурано» Э. Де Филиппо — Филумена Мартурано
- 1957 — «Почему улыбались звезды» А. Е. Корнейчука — Катерина
- 1965 — «Остановитесь» И. Д. Рачады — Анна фон Рихтер
- 1967 — «В ночь лунного затмения» М. Карима — Танкабике
- 1970 — «Уступи место завтрашнему дню» В. Дельмар — Люси Купер
- 1982 — «Ретро» А. М. Галина — Роза Александровна

### Фильмография
1. 1926 — П. К. П. — Галина Домбровская, польская шпионка
2. 1926 — Тарас Шевченко — эпизод
3. 1926 — Тарас Трясило — Марина
4. 1934 — Моё
5. 1936 — Прометей — Настасья Макаровна, хозяйка «заведения»
6. 1936 — Я люблю — Горпина
7. 1936 — Назар Стодоля — Стеха
8. 1938 — Выборгская сторона — Евдокия Ивановна Козлова, солдатка
9. 1938 — Кармелюк — Оляна
10. 1938 — Митька Лелюк — жена кузнеца
11. 1940 — Майская ночь — свояченица
12. 1942 — Партизаны в степях Украины — Пелагея Часнык
13. 1943 — Радуга — Олена Костюк
14. 1951 — Тарас Шевченко — Ярына Шевченко, сестра поэта
15. 1952 — Украденное счастье (фильм-спектакль) — Анна Задорожная
16. 1953 — Калиновая роща (фильм-спектакль) — Наталия Никитична Ковшик, «заслуженная мать»
17. 1954 — Земля — Мария Федорчук
18. 1955 — Пламя гнева — Ганна Золотаренко
19. 1956 — Триста лет тому… — Варвара
20. 1956 — Без вести пропавший — Марфа
21. 1961 — Украинская рапсодия — Надежда Петровна, преподаватель
22. 1966 — Почему улыбались звёзды (фильм-спектакль) — Екатерина Сергеевна, мать Юрки
23. 1970 — Уступи место… (фильм-спектакль) — Люси Купер, жена Барка
24. 1971 — Пой песню, поэт… — Татьяна Фёдоровна Есенина, мать поэта
25. 1974 — Пора жёлтых листьев (фильм-спектакль)
26. 1982 — Ретро (фильм-спектакль) — Роза Александровна Песочинская, в прошлом балерина

Мемориальная доска на улице Наталии Ужвий в Любомле

### Документальный фильм
- Наталия Ужвий (СССР, 1959, режиссёр С. Параджанов).

### Воспоминания
- Ужвій Н. І Музи не мовчали…: зі спогадів видатної української актриси // Культура і життя. — 2005. — 30 апреля.
- Ужвий Н. «Я просто жила этой жизнью…» // Правда Украины. — 1988. — 8 сентября.

## Память

Мемориальная доска на фасаде дома №17 по ул. Архитектора Городецкого в Киеве

Мемориальная доска на улице Наталии Ужвий в Любомле

- В Киеве, на доме №17 по ул. Карла Маркса (ныне — Архитектора Городецкого), где жила актриса с 1950 по 1986 гг., установлена мемориальная доска.
- Мемориальные доски установлены также в Любомле, на фасаде гимназии имени Н. Ужвий, а также на родной улице актрисы, что носит её имя.
- Именем актрисы названы улицы в Киеве (Подольский район) и Харькове (Киевский район), Дом ветеранов сцены в Пуще-Водице (Киев).
- Имя «Наталия Ужвий» также носит теплоход в Киевском речном порту.
- Национальный банк Украины, продолжая серию «Выдающиеся личности Украины», 9 сентября 2008 года ввёл в оборот юбилейную монету «Наталья Ужвий» номиналом 2 гривны.